# 聖誕島栗鷹鴞
聖誕島栗鷹鴞（Ninox natalis）是一種貓頭鷹，聖誕島上的特有種。牠們棲息在亞熱帶或熱帶的低地潮濕森林及叢林。牠們受到失去棲息地的威脅。

## 外部連結
- BirdLife Species Factsheet